# Aeonium appendiculatum
Aeonium appendiculatum ist eine Pflanzenart aus der Gattung Aeonium in der Familie der Dickblattgewächse (Crassulaceae).

## Beschreibung

### Vegetative Merkmale
Aeonium appendiculatum wächst als mehrjähriger, monokarper, nicht verzweigter Halbstrauch und erreicht Wuchshöhen von bis zu 1 Meter. Die glatten, grauen Triebe weisen einen Durchmesser von bis zu 9 Zentimeter auf. Ihre ziemlich flachen Rosetten erreichen einen Durchmesser von 30 bis 35 Zentimeter. Die verkehrt lanzettlichen bis etwas verkehrt eiförmigen, glauken, kahlen Laubblätter sind 11 bis 20 Zentimeter lang, 2,5 bis 4 Zentimeter breit und 0,3 bis 0,5 Zentimeter dick. Zur Spitze hin sind sie verjüngt, stark feinspitzig und tragen meist ein aufgesetztes Spitzchen. Die Basis ist keilförmig. Der Blattrand ist mit einzelligen Wimpern besetzt, die bis zu 0,5 Zentimeter lang sind.

### Generative Merkmale
Der domförmige Blütenstand weist eine Länge von 25 bis 40 Zentimeter und eine Breite von 20 bis 30 Zentimeter auf. Die achtzähligen Blüten stehen an einem 1,5 bis 3 Millimeter langen, kahlen Blütenstiel und weisen einen Durchmesser von bis zu 1,4 Zentimeter auf. Ihre Kelchblätter sind kahl. Die weißen, häufig etwas rosa gemusterten, lanzettlichen Kronblätter sind 6 bis 7 Millimeter lang und 2 bis 2,5 Millimeter breit. Die weißen Staubfäden und die Fruchtblätter sind kahl.

## Systematik und Verbreitung
Aeonium appendiculatum ist auf La Gomera in Höhen von 100 bis 900 Metern verbreitet.
Die Erstbeschreibung durch Angel Bañares Baudet wurde 1999 veröffentlicht.

## Nachweise